# Vila de Júpiter
Vila de Júpiter ou Vila de Jóvis (em latim: "Villa Jovis") é um palácio romano em Capri, sul da Itália, construído pelo imperador Tibério e completado em 27 d.C. Tibério governou principalmente de lá até sua morte em 37 d.C.
Villa Jovis é a maior das doze vilas tiberianas em Capri mencionadas por Tácito. O complexo inteiro, abrange vários terraços e uma diferença na elevação de cerca de 40 m, cobre alguns 7,000 m² (1.7 acres). Enquanto os restantes oito níveis de muros e escadarias apenas denotam a grandeza que o edifício deveria ter tido em seu tempo, reconstruções recentes têm mostrado a vila para ser um notável testamento para a arquitetura romana do século I.

## Localização
Villa Jovis está situada bem no nordeste da ilha no topo Monte Tiberio; seus 334 m de elevação faz o segundo mais alto pico de Capri, após Monte Solaro (589 m de elevação) em Anacapri.
A asa norte do edifício continha os alojamentos, enquanto a asa sul via o uso administrativo. A asa leste era destinada para recepções, enquanto que a asa oeste apresentava um salão de paredes abertas (ambulatio) qual oferecia uma vista cênica em direção para Anacapri.
Como a água era difícil para vir por onde a vila foi construída, engenheiros romanos construíram um intricado sistema para a coleta de água da chuva dos telhados e uma grande cisterna que fornecia o palácio com água fresca.
Ao sul do principal edifício estão os vestígios de uma atalaia (specula) para a rápida troca telegráfica de mensagens com o continente, por exemplo, por fogo ou fumaça.
O acesso para o complexo é apenas possível a pé, e envolve uma caminhada de subida de cerca de dois quilômetros da cidade de Capri.

## Descrição
Aos dias de hoje, em grande parte destruída, se caracteriza por uma construção massiva em plano quadrado feito de alvenaria de tipo opus reticulatum do tufo Flégreos datante do século de Augusto, depois em opus incertum em calcário local alternadamente de terracota, modificado na época de Tibério.
Juntamente dos corpos dos edifícios cobrem vários terraços de 7 000 m² (sob um nível de uma quarentena de metros) aos quais devem ser adicionados mais de 13 000 m² de jardins e ninfeus. O complexo imperial está centralizado em torno de um importante implúvio constituído, entre outros, por quatro grandes tanques de uma capacidade de mais de 8 000 m³. As asas norte e leste do edifício abrigavam os apartamentos privados do imperador, da costa oeste sob três níveis se encontravam os arredores dos servos, enquanto que na ala sul alojava o espaço termal. Mais ao sul, isolada da vila, se ergue a torre do farol utilizado sem dúvida para comunicação por sinais ópticos com a frota imperial baseada em Miseno.
Perto também da vila, está o lugar do célebre "Salto de Tibério" (Salto di Tiberio), na falésia do topo que, segundo a lenda popular, o imperador atirava os escravos e convidados demasiados volumosos.
Ao longo dos séculos, a vila tem sido desmembrada de todos seus elementos arquitetônicos para decorar os palácios reais bem como salas de museus. Em 1937, sob a direção de Amedeo Maiuri, uma campanha de escavações arqueológicas foi efetuada. Dentro do sítio arqueológico de Villa Jovis está a pequena igreja de Santa Maria del Soccorso.
- Estrutura subterrânea.
- O átrio.
- Nicho (?).
- Alto arco.

## Tibério e sua vida em Capri

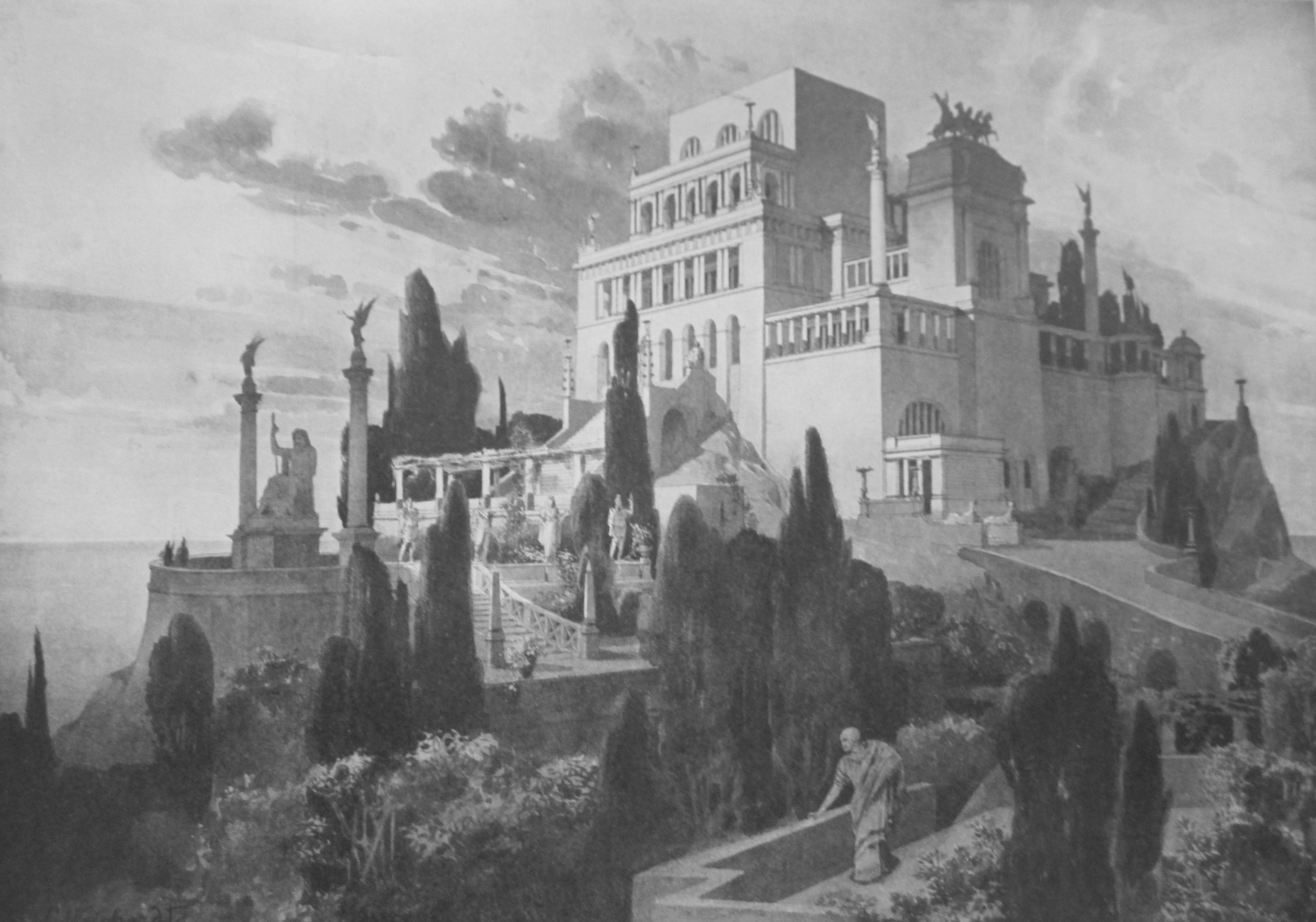
Reconstrução por Weichardt (1900), vista do sudoeste.

Aparentemente as principais motivações para o deslocamento de Tibério de Roma para Capri foram sua cautela das manobras políticas em Roma e um persistente medo de assassinato. A vila está situada em um local muito isolado na ilha e os quartéis de Tibério no norte e leste da vila palacial eram particularmente difíceis para alcançar e fortemente guardados.
A Villa Jovis é também, ao menos registrada de acordo com Suetônio, o lugar onde Tibério envolvia-se em libertinagem selvagem. Historiadores modernos consideram esses contos como sensacionalistas, mas as histórias de Suetônio ao menos ilustram uma imagem de como Tibério era percebido pelo povo romano na época.

### Tibério e sua vila
Desta e de suas outras vilas na ilha de Capri, Tibério Júlio César Augusto governou o império por mais de onze anos. Sobre a personalidade de Tibério ainda permanece hoje motivo de especulação. Alguns cronistas da época, descrevendo este como um déspota de personalidade cruel e sem escrúpulos. O ócio e os vícios da corte o teria induzido a cometer brutalidade excessiva, como aquela de fazer lançar no vácuo do Salto de Tibério a seus escravos. Este por assim dito "boato" tem manchado a sua imagem por séculos porque não correspondia à realidade. Fontes mais confiáveis descrevem Tibério como uma pessoa destacada, introvertida, de poucas palavras. Dificilmente recebia hóspedes tanto menos organizava noites de gala, ainda mais raras eram as recepções diplomáticas. Transcorria jornadas inteiras na profunda solidão, renunciando até mesmo a presença de sua escolta, dos seus servos e do secretariado imperial. Se abandonava em passeios solitários longos ao mirante da sua vila que negligenciava seus dois golfos de Nápoles e Salerno. Durante a sua longa estadia na ilha parte dos encargos do Estado vieram transferidos de Roma para Capri, do que se era necessário realizar para a vila os aumentos interiores de volume, apesar de todas as ampliações e a áreas realizadas resultaram insuficientes. Mais tarde se fez outras modificações necessárias devido a causa da degeneração progressiva do estado de saúde do imperador devido sobretudo à sua idade avançada. No entanto, um sistema de torres costeiras para comunicações ópticas e liburnas rápidas permitia ao imperador receber mensagens rapidamente e emitir ordens.

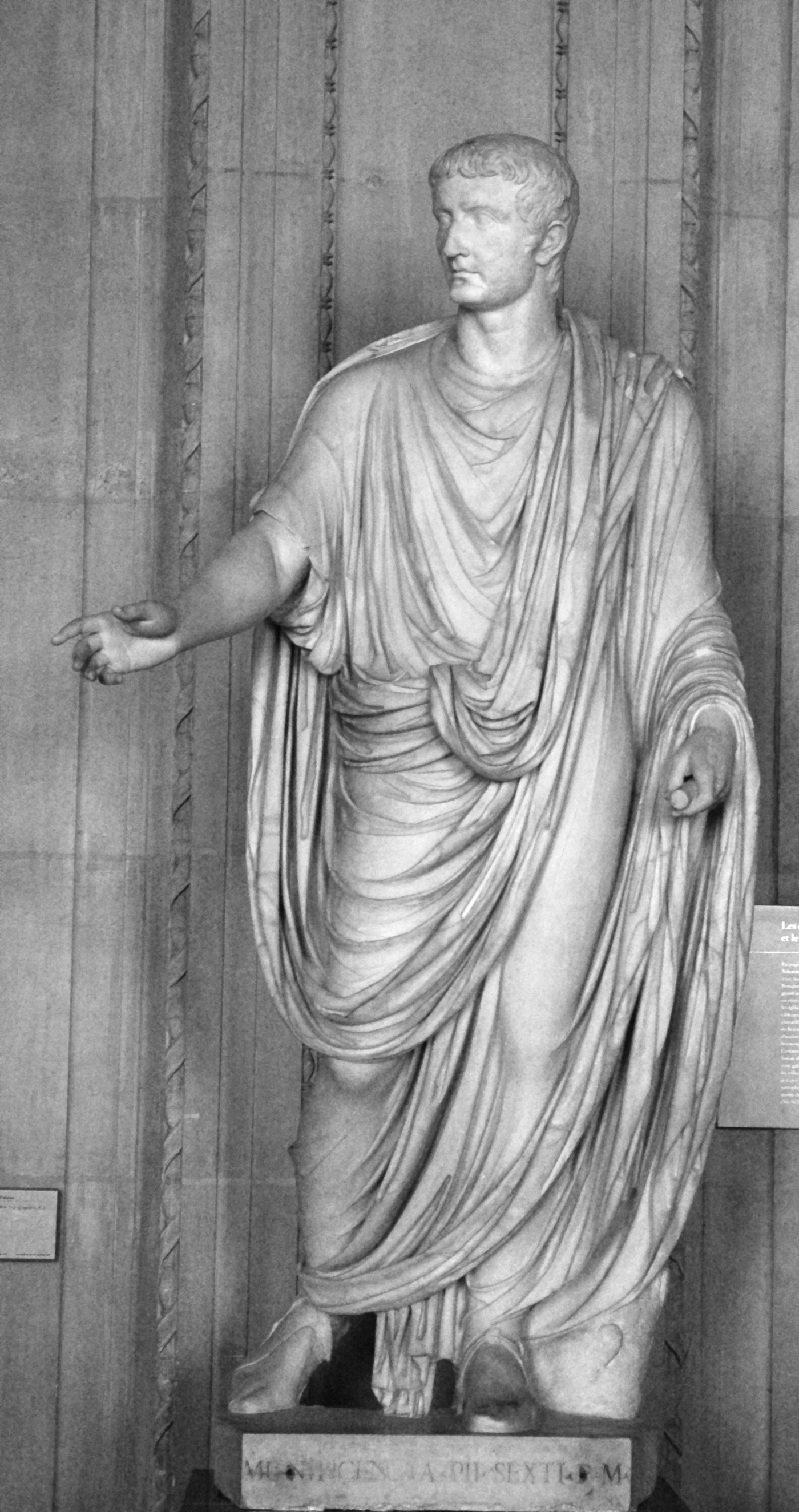
Estátua de mármore de Tibério encontrada em Capri.

Alguns estudiosos afirmam que Tibério sofresse de tuberculose, razão em qual os seus médicos teriam recomendado uma longa estádia em zonas costeiras. O ar marinho faria ser a terapia indicada. Sobre a veracidade e sobre hipóteses avançadas feitas até agora não há nenhuma confirmação. O mesmo Suetônio descreveu as relações que teve o imperador Tibério com o senado, a classe patrícia e os líderes militares de turbidez caracterizada de fortes divergências. Uma das causas principais era a sua política de poupança, sendo contrário ao expansionismo do império. Tibério apesar de sua intolerável intransigência, conseguiu restaurar em poucos anos os balanços desastrados do Estado causados por seus predecessores com grande sucesso. Um trabalho que todavia rende forte contraste com o senado até o seu isolamento. Depois de perceber que qualquer coisa contra ele era de tempo em ato, se não por fuga de um possível atentado, deixou a capital apenas em tempo para uma "longa convalescença". A escolha precisamente de vir para Capri e habitar em Villa Jovis não foi casual, foi próprio em razão de sua segurança. No ambiente da corte a decisão de sua transferência para a ilha das Sirenas foi recebido pelas classes nobres, os altos cargos militares e do senado com grande satisfação. A sua ausência de Roma para curar logo "a sua saúde" foi vista como uma sábia decisão, decisão que todavia ainda permanece ainda hoje um grande mistério.
Entre a hipótese mais ousada de seu estado de saúde, existe uma segundo que Tibério durante a sua juventude na sua campanha da África e do Reno teria contraído uma doença que o tornaria feito a visão fraca. Para que o seu personagem em momentos "rabugentos" era presumivelmente devido a doenças que ele tinha ganhado no campo de batalha. Apesar de tudo, Tibério continuou com a sua investidura de imperador, mantendo a devida distância de seus conspiradores permanecidos em Roma. Mas certamente a sua carreira política não era mais alta ao ápice de suas ambições. Ele era fascinado com as maravilhas do Mediterrâneo como a sua longa estadia em Rodes. Durante a sua permanência na ilha de Capri ordenou a modificação e construção de outros palácios em torno dele: o mais famoso é o de Palazzo a Mare, alternadamente conhecido como "Bagni di Tiberio".

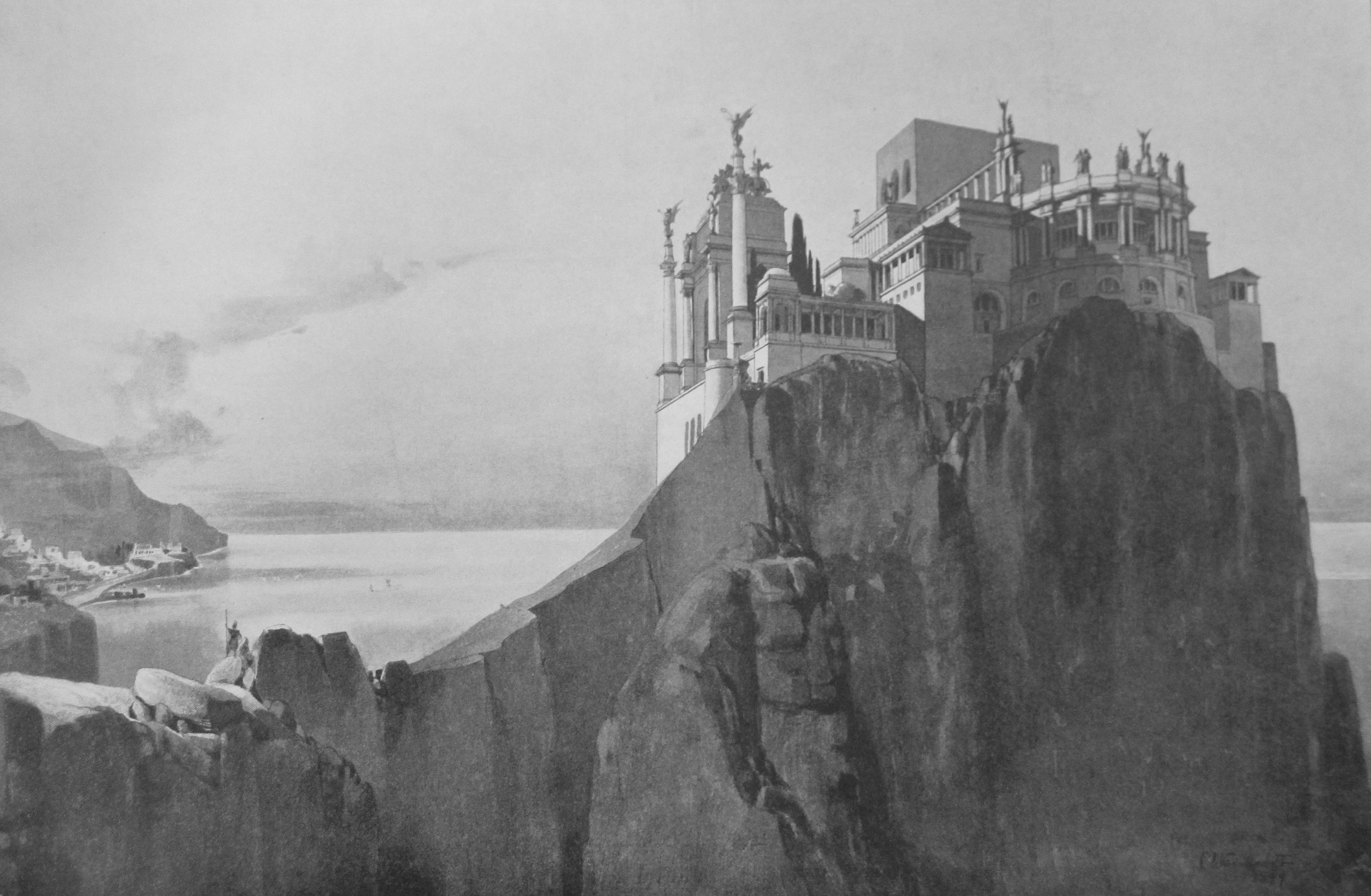
Reconstrução por Weichardt (1900), vista do leste.

Na estação do verão se transferia aqui: precisamente neste distrito marítimo, onde o imperador gostava de nadar. Os arquitetos que projetaram as ampliações da já existente Villa Jovis, para tornar a estadia do imperador confortável, se confrontaram de frente com um grande problema, ou seja, o abastecimento hídrico. A água potável, era abundante nas colinas baixas da ilha, escarceava nos níveis superiores. Para algum decênio antes que o imperador deixasse a capital do império, vieram a ser construídos dois ou mais tanques de enormes fluxos dispostos nas fundações da Villa Jovis. Esta obra única e bem concebida fez a coleta de água da chuva em grandes unidades metro cubicas, da qual foi possível através do fornecimento de água potável em áreas da ilha menos acessíveis tanto durante a época romana e nos séculos sucessivos.
Em 31 d.C., o futuro imperador romano Calígula foi convocado para a ilha de Capri pelo imperador Tibério. Isso provavelmente foi uma medida de precaução e uma decisão estratégica, já que Tibério buscava manter Calígula, o último herdeiro sobrevivente da dinastia Júlio-Claudiana, sob observação rigorosa. Durante seu tempo em Capri, Calígula foi exposto ao estilo de vida infame e às manobras políticas do imperador, experiências que provavelmente moldaram seu reinado posterior. Este período pode ter influenciado significativamente sua reputação como um tirano, especialmente considerando o suposto papel de Tibério nas mortes dos membros da família de Calígula, com quem Calígula teve que viver sob a autoridade de Tibério.

## Da era bourbônica em diante

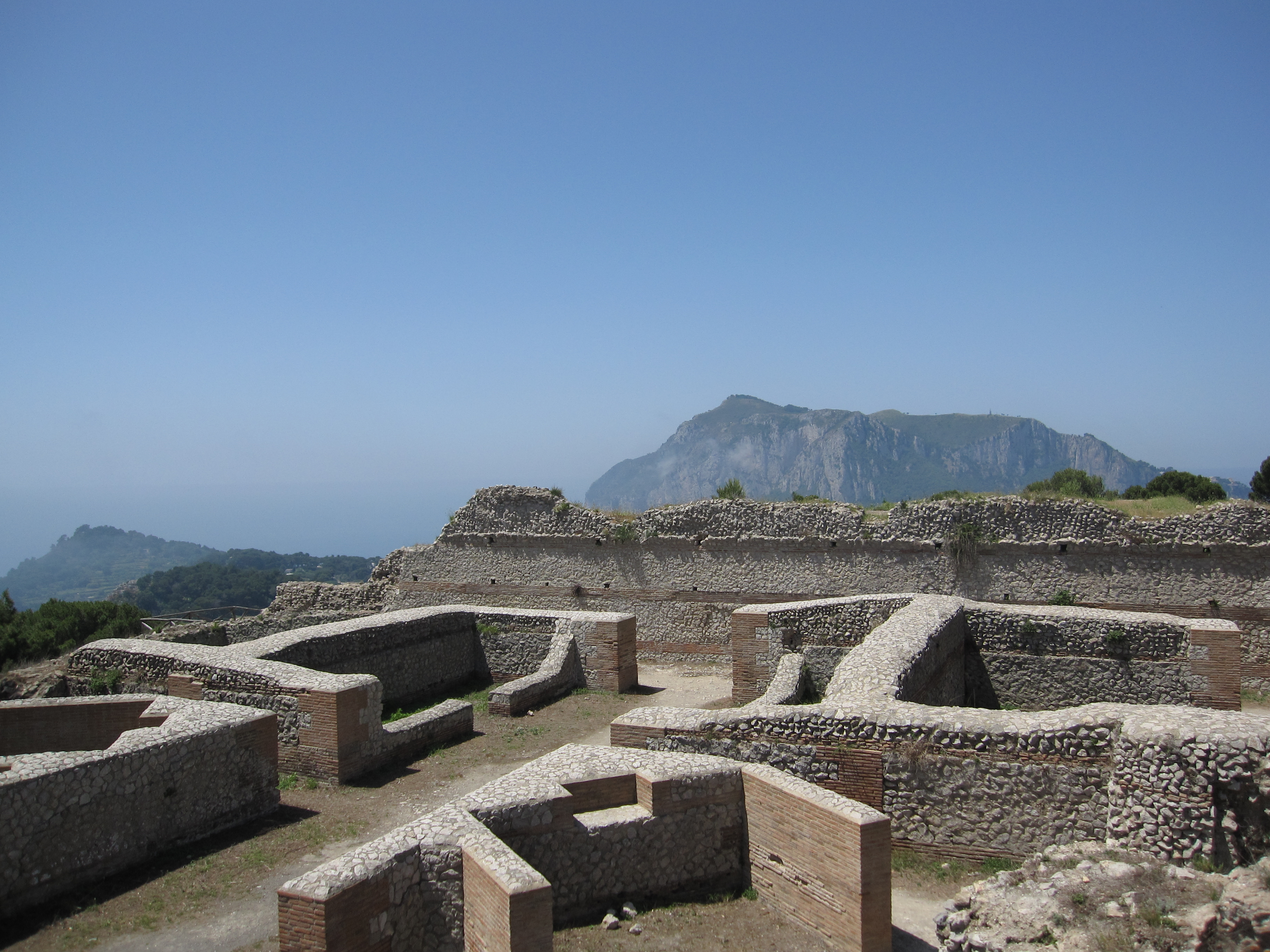
A parte setentrional da vila.

Villa Jovis foi redescoberta no século XVIII sob o domínio de Carlos de Bourbon e sofreu as devastadoras escavações durante as quais foram removidos muitos pisos preciosos em mármore.
A vila foi objeto de uma intervenção de recuperação em 1932 dirigida pelo arqueólogo Amedeo Maiuri: foram removidos os escombros que estavam novamente acumulados na parte posterior da vila, que resultaram revalorizadas. Para Maiuri foi nomeada a estrada que, partindo do centro do distrito de Tibério, conduz às ruínas.